# Punta Coronel Zelaya
Punta Coronel Zelaya (según la toponimia de Argentina) o punta Rey Eduardo (en inglés: King Edward Point) es una pequeña península ubicada al oeste de la punta Carcelles, sobre la costa noreste de la isla San Pedro o Georgia del Sur, que alberga algunas edificaciones e instalaciones portuarias. Se encuentra allí la estación de investigación científica Base King Edward Point del British Antarctic Survey del Reino Unido.
Se encuentra en las coordenadas 54°17′S 36°30′O / -54.283, -36.500 en la costa norte de la entrada de la caleta Capitán Vago (o ensenada del Rey Eduardo), en la bahía Guardia Nacional (o Cumberland Este), a un kilómetro de la estación ballenera abandonada de Grytviken. 
Su nombre en castellano homenajea a Cornelio Zelaya, un militar que participó en la guerra de la Independencia Argentina, mientras que el nombre en inglés apareció hacia 1906 en honor del rey Eduardo VII. 
Forma parte del archipiélago de las Georgias del Sur, considerado por la Organización de las Naciones Unidas (ONU) como un territorio en litigio de soberanía entre el Reino Unido —que lo administra como parte de un territorio británico de ultramar— y la República Argentina, que reclama su devolución, y lo incluye en el departamento Islas del Atlántico Sur de la provincia de Tierra del Fuego, Antártida e Islas del Atlántico Sur.

## Historia
El lugar fue visitado por los cazadores de focas ingleses y estadounidenses en los siglos XVIII y XIX, y explorado por la expedición antártica sueca de Otto Nordenskiöld en 1902. En 1904 el lugar fue poblado por la Argentina a través de la Compañía Argentina de Pesca y el 1 de enero de 1905 comenzó a funcionar la estación meteorológica argentina de Grytviken en cercanías de esta punta, que operó ininterrumpidamente hasta el 1 de enero de 1950, cuando el Reino Unido desalojó por la fuerza a los civiles argentinos que trabajaban allí y destruyó la edificación, devolviendo en Montevideo los instrumentos incautados.
En 1909 el administrador británico local fue transferido de Grytviken hacia King Edward Point, cuyas instalaciones son consideradas generalmente como parte integrante de Grytviken. En ese año el gobierno británico había establecido un centro administrativo, una oficina postal y un puesto de policía.
Este lugar es la posición de una estación científica de Servicio Antártico Británico (British Antarctic Survey), especializada en la investigación de la pesca para el gobierno del territorio británico de ultramar de las Islas Georgias del Sur y Sandwich del Sur, necesaria para la gerencia de la zona económica exclusiva de 200 millas náuticas de dicho territorio. La cual fue establecida como laboratorio marino desde 1925 hasta 1931 como parte de la Discovery Investigations. Los científicos vivían y trabajaban en el edificio, desplazándose cerca de un kilómetro hasta Grytviken para trabajar en las ballenas traídas a tierra por los buques balleneros.
El 3 de abril de 1982, al comienzo de la guerra de las Malvinas el transporte antártico el lugar fue capturado por militares argentinos, y fue recuperado por el Reino Unido el 25 de abril de 1982 tras un combate que involucró medios terrestres, aéreos, barcos y un submarino.
Una serie de integrantes de la Royal Navy fueron designados para llevar a cabo tareas de control de pesca para el gobierno británico de las islas Georgias del Sur y Sandwich del Sur desde 1991, protegidos por una pequeña guarnición militar que se encontraba desde 1982.
El 22 de marzo de 2001 el British Antarctic Survey reabrió la estación a cargo del gobierno de las Islas Georgias del Sur y Sandwich del Sur. La mayoría de los edificios antiguos fueron destruidos y se construyeron otros nuevos, con la excepción de la Discovery House (de 1925) y la Gaol (de 1912).

## Clima
Protegido por las montañas de los alrededores, punta Coronel Zelaya en general posee un clima más seco y más tranquilo que el de la mayor parte de la isla Georgia del Sur. Las temperaturas varían desde -15 °C a 20 °C y, aunque las temporadas de invierno y verano están bien definidos, la nieve puede caer en cualquier día del año. La isla está normalmente cubierta con nieve de mayo a octubre. El agua en la costa se suele congelar un poco en invierno.

## Galería

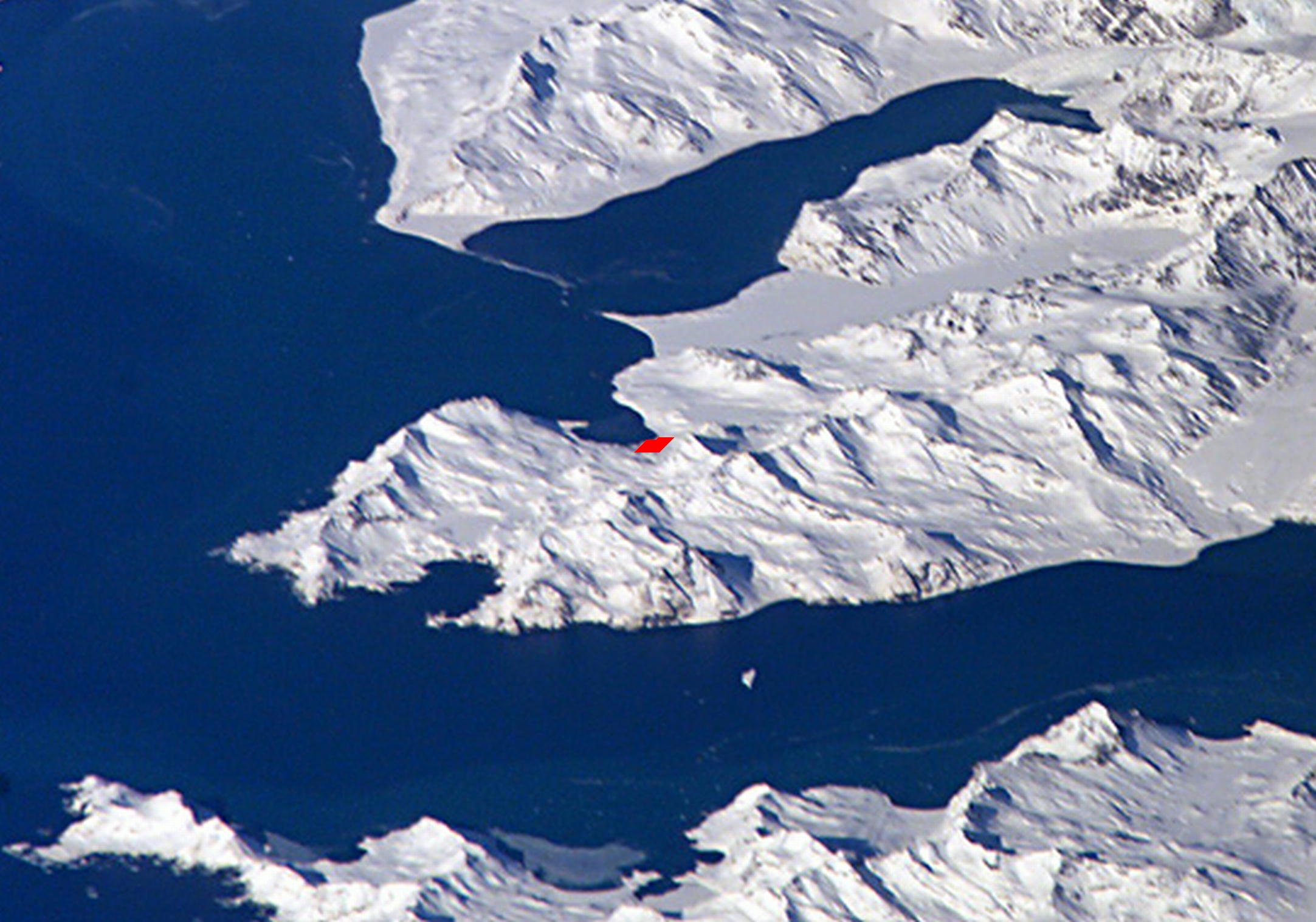
La caleta Vago con la punta Coronel Zelaya y Grytviken (punto rojo).
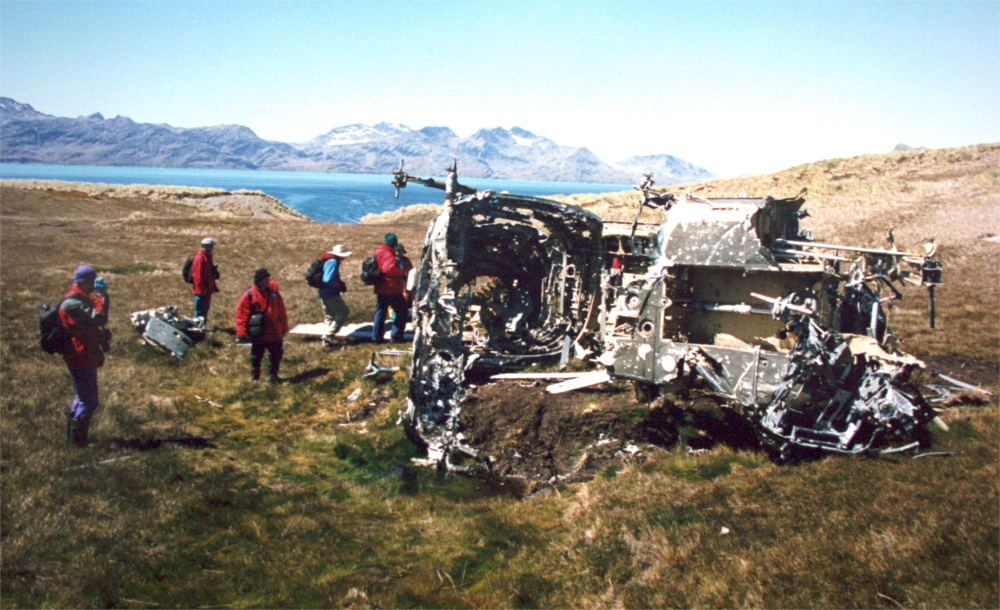
Restos de un helicóptero, cerca de Punta Coronel Zelaya, que fue abatido durante la guerra de las Malvinas
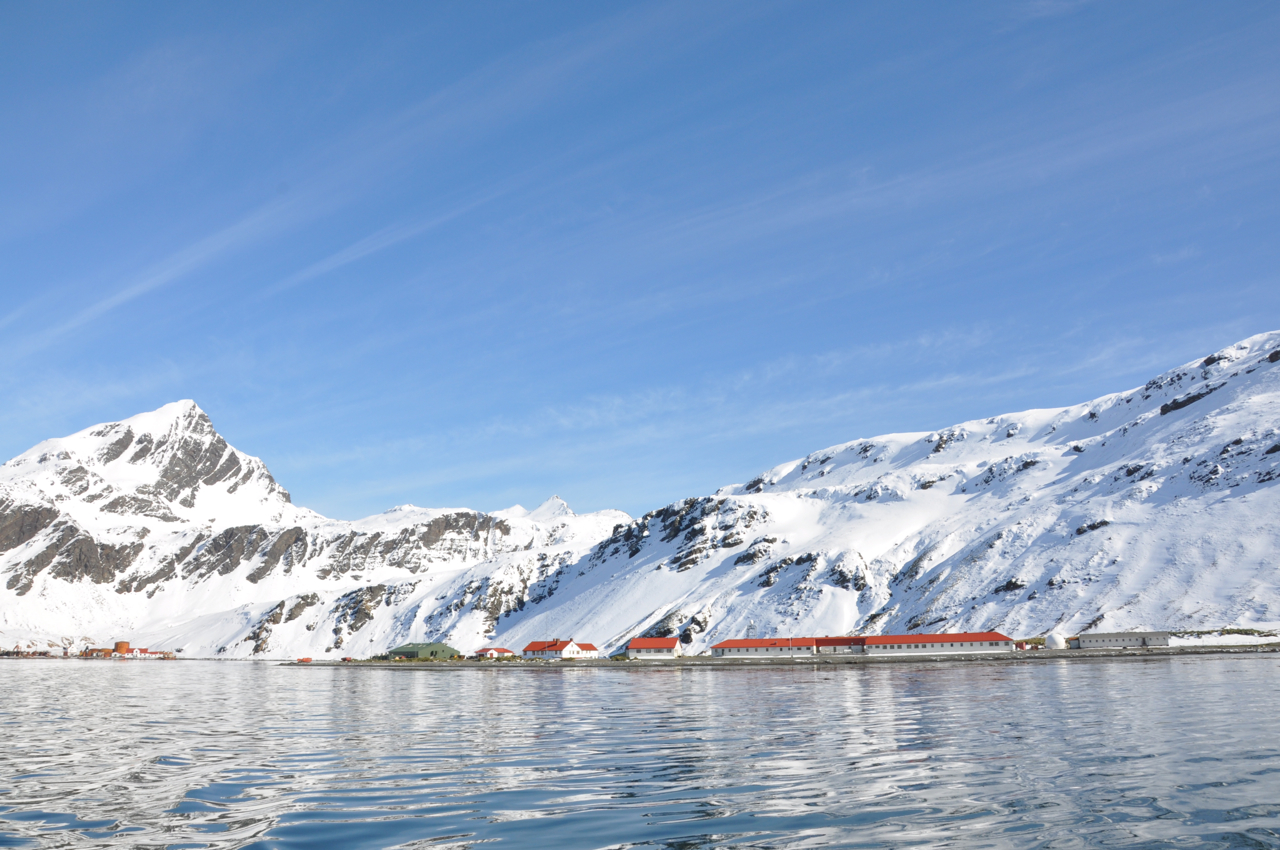
Vista del lugar
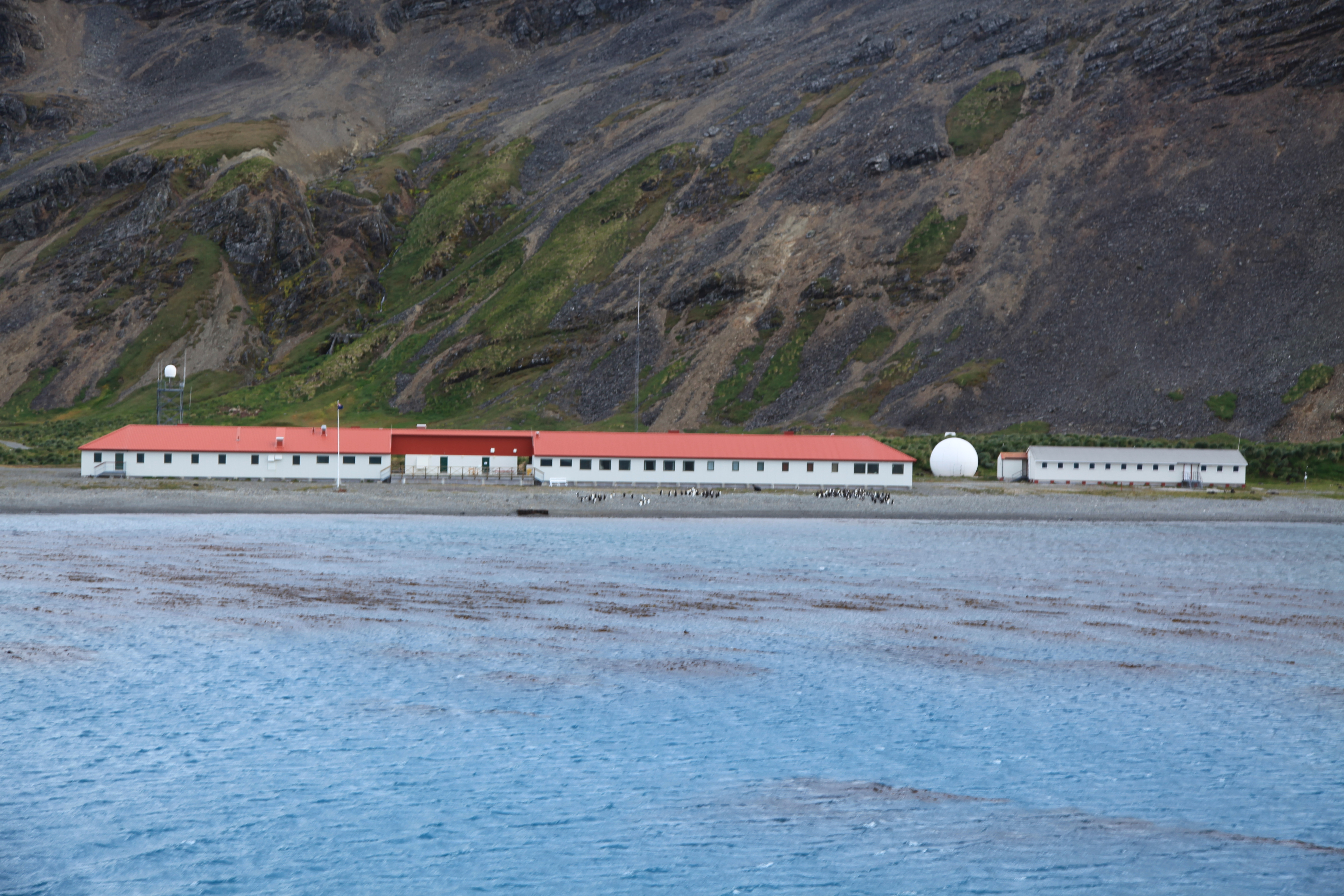
Estación científica de Servicio Antártico Británico